# Leon Strickland
Leon Strickland (sinh ngày 20 tháng 7 năm 1982 ở Jamaica) là một cầu thủ bóng đá người Jamaica thi đấu ở vị trí tiền đạo, hiện tại anh thi đấu cho Arnett Gardens ở Jamaican National Premier League.

## Sự nghiệp
Anh là cầu thủ ghi nhiều bàn nhất Arnett Gardens mùa giải 2006-07. Vào tháng 1 năm 2008 anh gia nhập Waterhouse F.C. but halfway next season he rejoined Arnett.

## Sự nghiệp quốc tế
Strickland có màn ra mắt cho Jamaica vào tháng 11 năm 2006 trong trận giao hữu trước Peru, vào sân từ ghế dự bị thay cho Jamal Campbell-Ryce.